# Корпогелініт

Корпогелініт

Корпогеліні́т (рос. корпогелинит, англ. corpogelinite, нім. Korpogelinit m) — мацерал мацеральної підгрупи геловітриніту в мацеральній групі вітриніту, що складається з гомогенних і розрізнених тіл, які являють собою заповнення клітин.

## Історія
Термін введений в 1994 р. Міжнародним комітетом з петрології вугілля і органічної речовини (МКПВОР).
Походження слова: corpus (лат.) — тіло; gelu, us (лат.) — мороз, твердіння (тіл з віком). Синоніми: корпоколініт, флобафініт (буре вугілля).

## Утворення і розповсюдження
Часточки корпогелініту можна знайти в складі теловітриніту в місцях їх початкового залягання. Корпогелініт залягає також ізольовано в аттритній материнській породі як результат деградації навколишньої рослинної тканини. У зв'язку з цим часточки корпогелініту можуть групуватися разом або розташовуватися окремими тілами.
Корпогелініт присутній в невеликих кількостях у всьому палеозойському вугіллі, звичайно в тих мікролітотипах, які містять значущі кількості вітриніту. У вугіллі мезозою, особливо крейди, і кайнозою корпогелініт зустрічається частіше. Для більш молодого вугілля великі тіла не характерні. У зв'язку з хімічною і фізичною стійкістю Корпогелініт часто присутній в осадових породах. Він є частиною керогену типу III.

## Характеристики
У залежності від орієнтації форма покладів може бути сферичною, овальною або продовгувастою. Розмір варіює. Утворення корпогелініту можуть досягати в довжину 1—10 мм. Його границі звичайно носять рівний характер, іноді кутасті. Рідко корпогелініт містить вакуоли різного розміру. Він має більш високий, ніж інші попутні вітринітові мацерали, рівень відбивної здатності. Травлення може виявити або зробити більш видимим корпогелініт в складі колотелініту або колодетриніту. Інтенсивність флуоресценції К. слабша, ніж у попутних мацералів колотелініту і колодетриніту, або ж відсутня. У складі вугілля і осадових порід пізнього мезозою і кайнозою К. звичайно є похідним корпогумініту (флобафініту).